# 序ノ口
序ノ口（じょのくち）は、大相撲で用いられる番付の名称の1つ。
6つある番付上の階層（幕内・十両・幕下・三段目・序二段・序ノ口）の内、一番下の地位である。厳密には、更に下にも番付外（前相撲）が存在するが、番付に表記される範囲では最も低い地位とされる。

## 呼称・由来
元々江戸時代には、番付の上り口という意味で「上ノ口」と表記し、明治時代の資料にもその呼び名が見られるが、「上」は上位と紛らわしくなるため、後に「序ノ口」が用いられるようになった。上から数えると五段目であるため、かつては「五段目」とも呼ばれた。
江戸時代の最初期の数場所の番付では、七段または八段編成で、上から六段目が本中で七段目が前相撲、または六段目・七段目が本中で八段目が前相撲で、それ以外の五段は大関・関脇・小結以外全部前頭（どこからかはまちまちだが下の方の表記は「同」）という構成であった。その後しばらくの間は、本中・前相撲は番付から削除されたが、六段編成で大関・関脇・小結以外全部前頭（同じく下の方の表記は「同」）となっていた。六段編成の番付の場合は、上から五段目で下から二段目に当たる段を「五段目」、上から六段目で最下段に当たる段を「六段目」と呼んでいた（その二段の頭書はいずれも「同」表記（前頭の扱い））。

## 特徴
新弟子検査合格者が前相撲に出場し新序出世した翌場所に、初めて番付に名前が載る地位である（番付外に陥落していた力士が前相撲に出場し再出世をした場合も同様である。）。
取組
本場所では通常15日間で7番の相撲を取る（1960年7月場所以降）。ただし、全段での休場力士の兼ね合いなどで、八番相撲が組まれることもある。
定員・序二段との比率
定員は特に決まっておらず、人数は毎場所変動する。あらかじめ定員が定まっている三段目以上の人数の余りを序二段と分け合っており、21世紀以降は5月場所のみ序二段3：序ノ口1、5月場所以外は4：1が目安とされている。5月場所は前場所に入門した新弟子が大量に登場するため、それに応じて序ノ口の比率を高めている。この比率が最も高くなった場所は1992年5月場所で序二段2：序ノ口1となった。平成以降で最も低くなった場所は2022年3月場所で序二段7：序ノ口1となった。
1945年11月場所と1946年11月場所は終戦直後の混乱もあって、序ノ口に在位する力士が0人という事態も生じたが、1946年11月場所の前相撲に出場した若ノ花（後の第45代横綱・初代若乃花）ら18人が1947年6月場所で序ノ口に在位して「序ノ口不在」の事態は解消された。尚、以降の最少人数は1952年9月場所における8人（東西4枚）である。新弟子が激増した1990年代前期から中期にかけては東西70枚以上ある場所もあった。史上最多枚数は1992年5月場所における77枚（77枚目は東のみ・計153人）である。平成以降の最少枚数は2013年（平成25年）3月場所における14枚（14枚目は東のみ・計27人）である。
序ノ口の人数による番付編成については、戦後定着したルールでは、張出以外の番付記載力士について、偶数人数の場合は東西の枚数を同じにし、奇数人数となる場合は東を西より1枚多くする。戦前はこれに当てはまらない例（奇数人数で西の方が1枚多かったり、東西で2枚以上差があったりする例）もあった。
優勝
優勝賞金は10万円。
例年1月・3月場所は高等学校・大学の卒業時期と重なり、在学中に相撲部（アマチュア相撲）で活躍していた者が多く入門する。2000年9月以降に幕下付出の基準が厳格化されて以降、相撲部等で相応の実績を有しながら、付出の基準を満たさなかった（もしくは満たしたものの有効期限が失効した）新弟子が複数名前相撲に出場し、初めて序ノ口に在位する翌3月・5月場所に優勝争いの要となる傾向が顕著となっている。
同点者が複数いる場合は千秋楽に優勝決定戦を行う。幕下以下の他の地位に比べて人数が少ないことが多く、特に2010年代に力士数が減少して以降は、部屋が異なる複数の序ノ口力士が初戦から6連勝して相星決戦が発生する例が少なくなっている。一方、6勝1敗の力士2～3名による決定戦が年に1場所の割合で発生している。1場所7番となって以降、ほとんどの場所で全勝あるいは1敗の力士が優勝しているが、1973年9月場所のみ、5勝2敗の力士が優勝した。2019年7月場所では序ノ口で史上初めて同部屋3人が7戦全勝で決定戦（巴戦）を行った。
待遇
| 地位           | 幕内（横綱 - 前頭）                                                            | 十両                                                                           | 幕下                                                                                                | 三段目                                                                                              | 序二段                                                                                              | 序ノ口                                                                                              |
| -------------- | ------------------------------------------------------------------------------ | ------------------------------------------------------------------------------ | --------------------------------------------------------------------------------------------------- | --------------------------------------------------------------------------------------------------- | --------------------------------------------------------------------------------------------------- | --------------------------------------------------------------------------------------------------- |
| 髷             | 大銀杏                                                                         | 大銀杏                                                                         | 丁髷 （十両との対戦時および弓取式、巡業中の初切出演、床山の練習台、引退時の断髪式の際は大銀杏容認） | 丁髷 （十両との対戦時および弓取式、巡業中の初切出演、床山の練習台、引退時の断髪式の際は大銀杏容認） | 丁髷 （十両との対戦時および弓取式、巡業中の初切出演、床山の練習台、引退時の断髪式の際は大銀杏容認） | 丁髷 （十両との対戦時および弓取式、巡業中の初切出演、床山の練習台、引退時の断髪式の際は大銀杏容認） |
| 服             | 紋付羽織袴                                                                     | 紋付羽織袴                                                                     | 着物・羽織（外套・襟巻も着用可）                                                                    | 着物・羽織（外套・襟巻も着用可）                                                                    | 着物・羽織                                                                                          | 着物（浴衣もしくはウール）                                                                          |
| 帯             | 博多帯                                                                         | 博多帯                                                                         | 博多帯                                                                                              | ベンベルグ                                                                                          | ベンベルグ                                                                                          | ベンベルグ                                                                                          |
| 傘             | 番傘・蛇の目傘                                                                 | 番傘・蛇の目傘                                                                 | 番傘・蛇の目傘                                                                                      | 洋傘                                                                                                | 洋傘                                                                                                | 洋傘                                                                                                |
| 履物           | 足袋に雪駄（畳敷き）                                                           | 足袋に雪駄（畳敷き）                                                           | 足袋に雪駄（エナメル製）                                                                            | 素足に雪駄（エナメル製）                                                                            | 素足に下駄                                                                                          | 素足に下駄                                                                                          |
| 稽古廻し       | 白色・木綿                                                                     | 白色・木綿                                                                     | 黒色・木綿                                                                                          | 黒色・木綿                                                                                          | 黒色・木綿                                                                                          | 黒色・木綿                                                                                          |
| 取り廻し       | 博多織繻子（規定上、色は現在も取的と同じく黒色と定められているが、事実上自由） | 博多織繻子（規定上、色は現在も取的と同じく黒色と定められているが、事実上自由） | 黒色・木綿（稽古廻しをそのまま使用）                                                                | 黒色・木綿（稽古廻しをそのまま使用）                                                                | 黒色・木綿（稽古廻しをそのまま使用）                                                                | 黒色・木綿（稽古廻しをそのまま使用）                                                                |
| 下がり         | 取り廻しの共布                                                                 | 取り廻しの共布                                                                 | 紐（のり付けされていない柔らかい物で、色は自由）                                                    | 紐（のり付けされていない柔らかい物で、色は自由）                                                    | 紐（のり付けされていない柔らかい物で、色は自由）                                                    | 紐（のり付けされていない柔らかい物で、色は自由）                                                    |
| 足袋の色       | 白                                                                             | 白                                                                             | 黒                                                                                                  | 黒                                                                                                  | 黒                                                                                                  | 黒                                                                                                  |
| 控えの敷物     | 私物の座布団（色・デザインは自由）                                             | 共用の座布団（紫一色）                                                         | 畳に直座（幕下上位五番および十両との対戦時は十両と同じ座布団）                                      | 畳に直座（幕下上位五番および十両との対戦時は十両と同じ座布団）                                      | 畳に直座（幕下上位五番および十両との対戦時は十両と同じ座布団）                                      | 畳に直座（幕下上位五番および十両との対戦時は十両と同じ座布団）                                      |
| 月ごとの収入   | 月額給与                                                                       | 月額給与                                                                       | なし（自身が付き人を担当している関取などから「小遣い」の名目で個人的に些少を貰う程度）              | なし（自身が付き人を担当している関取などから「小遣い」の名目で個人的に些少を貰う程度）              | なし（自身が付き人を担当している関取などから「小遣い」の名目で個人的に些少を貰う程度）              | なし（自身が付き人を担当している関取などから「小遣い」の名目で個人的に些少を貰う程度）              |
| 場所ごとの収入 | 力士褒賞金                                                                     | 力士褒賞金                                                                     | 場所手当・奨励金                                                                                    | 場所手当・奨励金                                                                                    | 場所手当・奨励金                                                                                    | 場所手当・奨励金                                                                                    |

序ノ口力士の待遇は、履物は素足に下駄となり、服も浴衣もしくはウールの着物しか着用が許されておらず、その他は三段目や序二段の力士とほぼ同様である。

## 昇進・陥落要件
「番付は生き物」と俗称されるように、成績と翌場所の地位との関係は一意には定まらない。特に序ノ口・序二段は場所ごとに人数が変動するためなおさらとされる。
現行の番付編成の傾向として、序ノ口で1勝でも挙げれば翌場所の番付で前相撲から上がってきた力士より下位になることは無く、序ノ口下位の番付編成は、序ノ口1勝以上＞序二段下位での全敗＞序二段下位での全休＞前相撲で1勝以上＞序ノ口全敗＞前相撲全敗という順になっている。特に3月場所では負け越しても（たとえ1勝6敗でも）翌5月場所では新弟子が大量に序ノ口に登場するため、繰り上げの形で序二段に昇進する場合がある。勝ち越した場合は2007年9月場所以降は全員序二段に昇進しており、相場としては「勝ち越せば確実に昇進」である。
一方、番付外への陥落は序ノ口で全休（不戦敗含む）した場合に限られている。序ノ口で全敗した場合でも序ノ口の中で番付が下がるだけで番付外へ陥落することはない。そのため体格・技能が著しく劣る力士がこの地位で負け続けて連敗記録を作る例もある。また下の「記録」にあるような、勝率が著しく低く最高位が序ノ口に留まった力士（勝南桜聡太など）や、現役を長く務めたが大半の場所で負け越し、序二段下位と序ノ口の往復に終始した力士（笠力充将・志免錦金五郎・有門勇人・澤勇智和など）が、相撲記者や相撲ファンの間で「弱い力士」としてそれなりに名を知られるケースもある。一旦番付外に陥落した力士は再び前相撲に出場し再出世しなければ序ノ口に在位できないので、序ノ口に在位した場所を休場した力士が番付外陥落を回避すべく、13日目以降の1番のみに出場するケースもある。
2021年3月場所では新型コロナウイルス感染拡大の影響により前相撲は実施されなかった。その結果本来前相撲を取るはずだった力士全員が一番出世扱い、新序出世の順番が新弟子検査の届け出順となり、5月場所の番付では3月場所の新序出世力士が序ノ口全敗力士に次いで再出世→新弟子検査の届け出順で据えられた。このため当時記録的な連敗を続けていた勝南桜の番付が東24枚目から東9枚目と大幅に上昇し自己最高位を更新する珍事が発生したほか、新弟子検査の届出が最後で東西の最下位(27枚目)となった藤島部屋の藤青雲・勝呂が7戦全勝し、番付最下位2名による優勝決定戦が行われることとなった(東の藤青雲が勝利)。

## 記録
いずれも、2025年7月場所終了時点の記録である。
- 勝利数（太字の力士は現役・上位15位まで）
- 同点の場合は高勝率者を上位とする

| 順位 | 力士名       | 勝数 | (敗数) |
| ---- | ------------ | ---- | ------ |
| 1位  | 澤勇智和     | 315  | (608)  |
| 2位  | 笠力充将     | 282  | (360)  |
| 3位  | 森麗勇樹     | 211  | (444)  |
| 4位  | 志免錦金五郎 | 187  | (324)  |
| 5位  | 肥後光豪宣   | 161  | (371)  |
| 6位  | 潮来桜弘四郎 | 156  | (218)  |
| 7位  | 福春日晃二   | 150  | (265)  |
| 8位  | 大志龍大悟   | 141  | (267)  |
| 9位  | 安芸旭雅士   | 134  | (132)  |
| 10位 | 大一心英明   | 132  | (227)  |
| 11位 | 東山竜也     | 123  | (223)  |
| 12位 | 鶴闘力武士   | 108  | (131)  |
| 13位 | 有門勇人     | 99   | (164)  |
| 14位 | 玉信力達夫   | 97   | (125)  |
| 15位 | 霧丸直也     | 92   | (102)  |

- 敗北数（太字の力士は現役・上位15位まで）

| 順位 | 力士名       | 敗数 | (勝数) |
| ---- | ------------ | ---- | ------ |
| 1位  | 澤勇智和     | 608  | (315)  |
| 2位  | 森麗勇樹     | 444  | (211)  |
| 3位  | 肥後光豪宣   | 371  | (161)  |
| 4位  | 笠力充将     | 360  | (282)  |
| 5位  | 志免錦金五郎 | 324  | (187)  |
| 6位  | 大志龍大悟   | 267  | (141)  |
| 7位  | 福春日晃二   | 265  | (150)  |
| 8位  | 勝南桜聡太   | 238  | (3)    |
| 9位  | 大一心英明   | 227  | (132)  |
| 10位 | 東山竜也     | 223  | (123)  |
| 11位 | 潮来桜弘四郎 | 218  | (156)  |
| 12位 | 有門勇人     | 164  | (99)   |
| 13位 | 北勝里龍     | 155  | (84)   |
| 14位 | 京の里優斗   | 151  | (89)   |
| 15位 | 東輝孝二     | 138  | (87)   |

- 在位場所数 - 澤勇智和（式秀部屋）の135場所
- 連続在位場所数 - 勝南桜聡太（式秀部屋）の34場所
- 在位率（前相撲含む） - 上述勝南桜聡太の97.1%
- 年長在位 - 華吹大作（立浪部屋）の50歳7か月（番付発表時）
- 優勝回数 - 蘇堅太（阿武松部屋）（2011年1月場所（新序ノ口）全勝・同年11月場所全勝・2013年7月場所全勝）及び久之虎克太（田子ノ浦部屋→出羽海部屋）（2009年1月場所全勝・2011年5月技量審査場所全勝・2020年9月場所全勝）の3回
- 昇進回数 - 宇瑠寅太郎（式秀部屋）及び艶郷剛志（湊部屋）の5回
- 年長昇進 - 上述澤勇智和の44歳1か月（番付発表時）
- 序ノ口まで陥落した元関取の力士は以下の通り。

## 序ノ口格行司・序ノ口呼出

### 行司・呼出共通事項
行司・呼出のうち、序ノ口に相当する階級の者を序ノ口格行司・序ノ口呼出と呼ぶ。本場所の本割では1日の取組の中で、1人につき、12日目までは9番前後、13日目以降は5番又は4番前後を担当する（裁く・呼び上げる）が、取組数によって担当番数が増減することがある。序ノ口の取組を担当するほか、行司・呼出の人数と取組の番数の関係で、上位の者は大抵の場合序二段の取組を担当することになる。序ノ口格行司・序ノ口呼出の場合ともに、序ノ口は取組数が少ない関係上、特に近年では1人目で序ノ口と序二段の取組を担当することが多い。また序ノ口優勝決定戦も序ノ口格行司・序ノ口呼出が務める。

### 序ノ口格行司
行司の場合は、初土俵の場所は番付に掲載されず序ノ口格行司扱いで土俵に上がり、その翌場所に番付に序ノ口格行司として掲載される。
序ノ口格行司の装束の菊綴と軍配の房紐の色は、青（実際には緑色）または黒となっており（実際には現時点では現役全員が青（緑色）を使用）、裸足で土俵に上がる。

### 序ノ口呼出
呼出の場合は、十両呼出に昇進するまでは番付に掲載されないが、初土俵の場所で序ノ口呼出扱いとなる。

## その他の用法
「序ノ口」は相撲の番付編成において最下級のものであるため「程度が低い」「初っ端」などの意味合いが含まれる。以上のことから、例えば酒の呑みすぎを指摘された際などに「この程度は未だ未だ序ノ口」などという用いられ方がある。また、「物事のとりかかりの部分」を意味する際にも「序の口」という表現が用いられることがある。